# هابارانا
هابارانا (به لاتین: Habarana) یک منطقهٔ مسکونی در سری‌لانکا است که در استان شمال مرکزی، سری‌لانکا واقع شده‌است.